# Français camerounais
 (mai 2024).
Si vous disposez d'ouvrages ou d'articles de référence ou si vous connaissez des sites web de qualité traitant du thème abordé ici, merci de compléter l'article en donnant les références utiles à sa vérifiabilité et en les liant à la section « Notes et références ».
Le français camerounais est un dialecte du français parlé au Cameroun, principalement dans huit régions (Extrême-Nord, Nord, Adamaoua, Littoral, Est, Ouest, Centre et Sud).

## Histoire
De 1884 à 1918, le Cameroun fut un protectorat allemand, les Allemands ayant perdu la Première Guerre mondiale, leurs possessions en Afrique furent partagées entre la France et le Royaume-Uni. La partie française de l'ancien Kamerun allemand s'appelle le Cameroun français, où le français devient la langue officielle. La partie britannique est appelée le Cameroun britannique, où l'anglais devient la langue officielle. En 1960, le Cameroun français obtient son indépendance.

## Caractéristiques
Le français camerounais est principalement inspiré du français de France. Cependant, il incorpore de nombreux éléments des langues camerounaises. L'esprit camerounais d'échange interculturel contribue à l'adaptation et à l'intégration des langues locales dans le langage courant.
Une caractéristique importante du français camerounais est la présence de mots empruntés aux langues indigènes telles que l'ewondo, le duala et le bassa. Ces emprunts enrichissent le vocabulaire et donnent une particularité à la langue. Par exemple, des termes comme « mbom » (délicieux) ou « mbombo » (tambour) trouvent leur place dans le lexique du français camerounais.
En outre, le français camerounais présente des influences syntaxiques et grammaticales des langues indigènes. Cette combinaison se traduit par des structures de phrases, des intonations et des prononciations différentes.

### Signification sociolinguistique
Le français camerounais occupe une place importante dans le tissu social du pays et constitue un symbole de l'identité nationale. Il est largement parlé dans tout le pays, dans des contextes socio-économiques et éducatifs variés. Qu'il s'agisse de conversations informelles ou de contextes académiques et administratifs formels, le français camerounais sert de moyen de communication dans le pays.
En outre, le français camerounais est devenu une partie intégrante de la culture populaire du pays, y compris la musique, la littérature et le cinéma. De nombreux artistes et écrivains camerounais choisissent de s'exprimer dans cette langue, donnant à leurs œuvres une spécificité camerounaise.
Le français standard est souvent privilégié dans l'enseignement formel et dans les milieux professionnels, ce qui conduit à la marginalisation des camerounais francophones. Cependant, des efforts sont faits pour promouvoir et reconnaître la richesse linguistique du français camerounais, en vue d'une plus grande acceptation et inclusion.
En outre, le développement de la technologie et des réseaux sociaux ouvre de nouvelles voies pour la préservation et la promotion du français camerounais. Les communautés en ligne et les plateformes numériques permettent aux gens de partager leurs expériences linguistiques, de documenter l'évolution de la langue et d'encourager un sentiment de fierté à l'égard du français camerounais.